# Angelo de Benedictis
Angelo De Benedictis (Avezzano, 22 dicembre 1993) è un pattinatore artistico a rotelle italiano.
Dal 2010 fa parte della Nazionale Italiana di Pattinaggio Artistico a Rotelle (FISR).

## Carriera sportiva
Ha iniziato a pattinare all'età di 9 anni. Passione trasmessa dalla famiglia, in un'intervista ha dichiarato: "ho sempre giocato a pallone anche se quel mondo con il passare del tempo lo vedevo sempre più distante, papà e zia iniziando quasi per scherzo mi chiesero di provare a indossare i pattini e da allora è iniziata una carriera che mi ha regalato belle soddisfazioni "
Cresciuto nell'A.S.D. Euroskating Pescara e allenato dal padre Manlio, nel 2009 si allena a Teramo, iniziando una nuova esperienza con la partner Noemi Procacci e allenati da Donatella Gramenzi; nel 2010 conquistano medaglie in campo Italiano ed Europeo nella categoria Juniores.
Nel 2010 inizia a far parte della Nazionale Italiana di Pattinaggio Artistico a Rotelle.
Dal 2011 al 2014 inizia un percorso con la perugina Veronica Saltalippi, allenati dal pluricampione mondiale Patrick Venerucci e Cristina Pelli, a Rimini e conquistano medaglie in campo Italiano, Europeo e Mondiale nella categoria Juniores e Seniores.
Dal 2015 al 2017 inizia un nuovo percorso con la parmense Greta Maestri, sempre allenati da Patrick Venerucci, Cristina Pelli e Giovanni Dallarda conquistando medaglie in campo Italiano ed Europeo nella categoria Seniores.

## Palmarès

### Stagione 2010
- Medaglia di Bronzo ai Campionati Italiani  (ROCCARASO, ITALY)
- Medaglia di Argento ai Campionati Europei  (VIC , SPA)

### Stagione 2011
- Medaglia di Argento ai Campionati Italiani (ROCCARASO, ITALY)[2]
- Medaglia di Argento ai Campionati Europei (REGGIO CALABRIA, ITALY)
- Medaglia di Bronzo ai Campionati Mondiali (BRASILIA, BRASIL)[3]

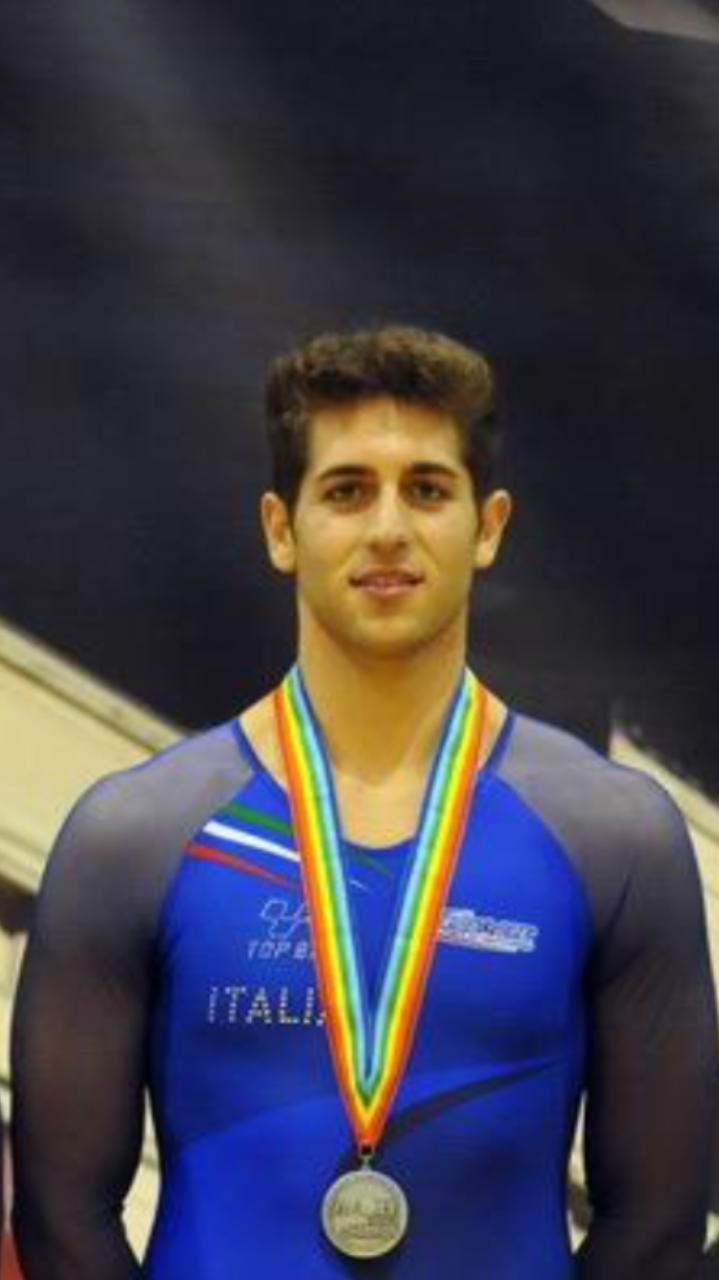
Campionati Mondiali 2012 Auckland (New Zealand)

### Stagione 2012
- Medaglia di Argento ai Campionati Italiani (ROCCARASO, ITALY)
- Medaglia di Argento ai Campionati Europei (ARNAS, FRA)
- Medaglia di Argento ai Campionati Mondiali (AUCKLAND, NEW ZEALAND)[4]

### Stagione 2013
- Medaglia di Argento ai Campionati Europei (OEIRAS, PORTUGAL)

### Stagione 2014
- Medaglia di Argento ai Campionati Europei (ROCCARASO, ITALY)

### Stagione 2015
- Medaglia di Bronzo ai Campionati Europei (PONTE DI LEGNO, ITALY)

### Stagione 2016
- Medaglia d'Oro alla Coppa Italia (MISANO ADRIATICO, ITALY)

### Stagione 2017
- Medaglia di Bronzo ai Campionati Europei (ROANA, ITALY)[5]